# Фирм (Африка)
Вижте пояснителната страница за други личности с името Фирм.
Фирм (на латински: Firmus) е римски император узурпатор в Северна Африка против Валентиниан I през 372 – 375 г.
Произлиза от Африка и е син на тамошния мавретански (берберски) княз Нубел – римски офицер и християнин. Брат е на Гилдон – римски военачалник.
Фирм въстава между 372 и 375 г. против римския управител Роман и е издигнат за император.
През 373 г. magister militum Флавий Теодосий (бащата на Теодосий I) идва в Северна Африка, за да залови нелоялния управител Роман. Фирм се самоубива след дълги сражения, когато става ясно, че ще бъде заловен от Флавий Теодосий. Конфликтът се развива в регионите на Мавретания – Цезарийска Мавретания (Mauretania Caesariensis) и Ситифенска Мавретания (Mauretania Sitifensis).